# Дикое (Пельшемское сельское поселение)
Дикое — деревня в Сокольском районе Вологодской области на реке Наремка.
Входит в состав Пельшемского сельского поселения, с точки зрения административно-территориального деления — в Пельшемский сельсовет.
Расстояние по автодороге до районного центра Сокола — 44 км, до центра муниципального образования Марковского — 9 км. Ближайшие населённые пункты — Татауров Починок, Березов Починок, Верхняя Сторона.
По данным переписи в 2002 году постоянного населения не было.